# Maria Bárbola

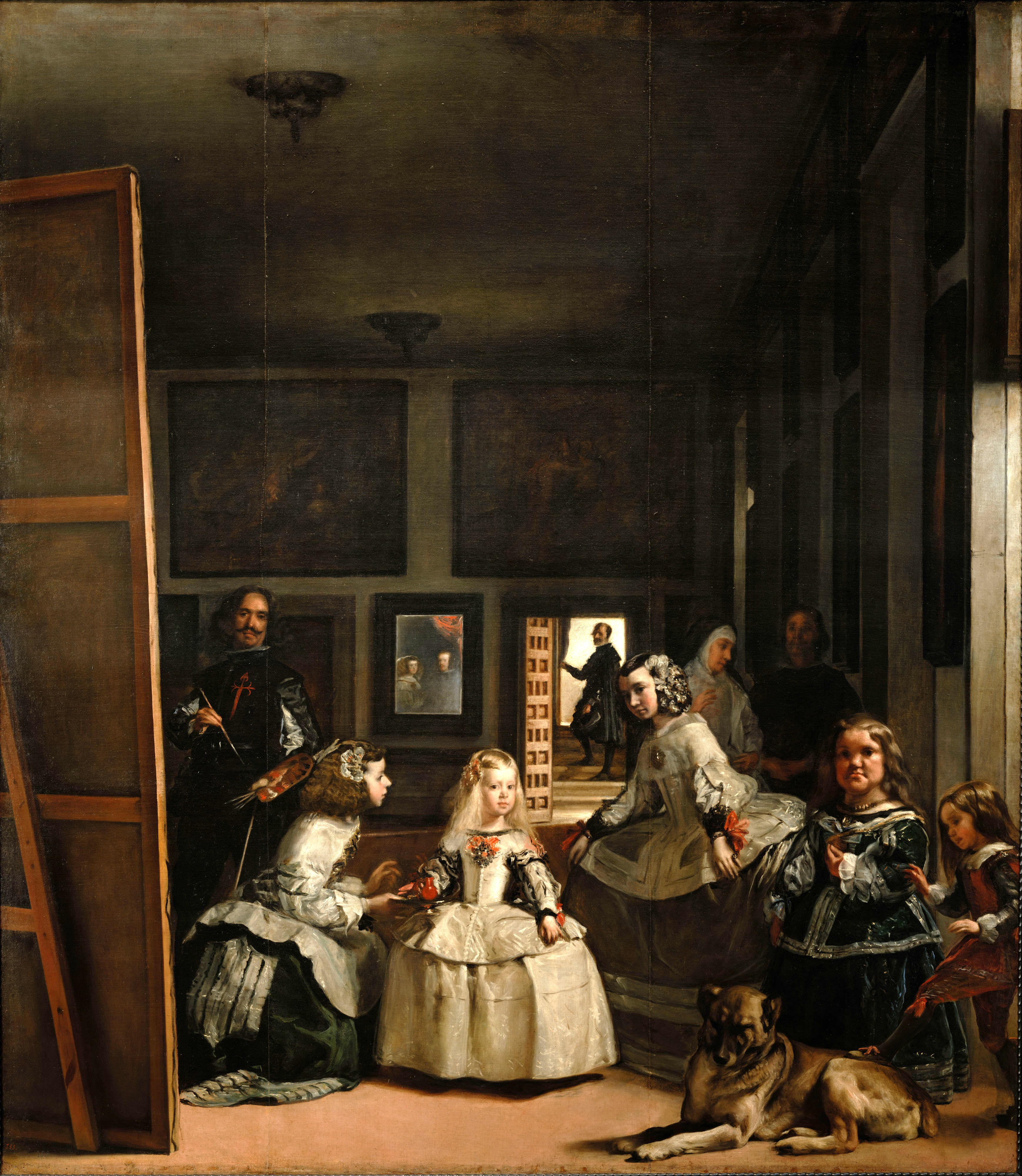
Diego Velázquez: Las Meninas, 1656 – Die damals etwa 47-jährige Hofzwergin Maria Bárbola ist als Zweite von rechts in dunklem Kleid dargestellt.

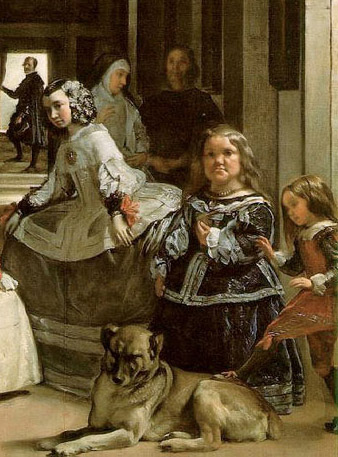
Bildausschnitt

Maria Barbara Haunsin, bekannt als Maria Bárbola oder Maribárbola, auch María Bárbara Asquín oder Maria Baberl genannt (* 1609, wohl in oder bei Steyr, Erzherzogtum Österreich; † 1662 in Madrid, Spanien), war eine kleinwüchsige Österreicherin, die in den 1650er Jahren als Hofzwergin im Haushalt der spanischen Königin Maria Anna von Österreich lebte. Bekanntheit erlangte sie durch ihr kunsthistorisch rege diskutiertes Bildnis im 1656 entstandenen Gemälde Las Meninas des spanischen Hofmalers Diego Velázquez.

## Leben
Vermutet wird, dass Maria Barbara Haunsin, Kind aus einer Familie mit dem Namen Hauns, an Achondroplasie bzw. an einem Hydrocephalus litt. Nach dem Tod der Gräfin de Villerbal y Walther, deren Dienerin sie gewesen war, arbeitete sie ab 1651 als Hofzwergin im Haushalt der spanischen Königin Maria Anna von Österreich. Im königlichen Hofstaat in Madrid trug sie die Amtsbezeichnung Enana de la Reina (Zwergin der Königin) und hatte die Aufgabe, der Infantin Margarita Theresa als Begleiterin zu dienen. Als angesehenen Hofbediensteten im engen Umfeld der Königin stand ihr eine eigene Dienerin zur Verfügung. Sie lebte im Palacio Real von Madrid, wo viele weitere Hofzwerge die königliche Familie umgaben.
In dem Gemälde Las Meninas porträtierte sie der spanische Hofmaler Velászquez als ernsthafte und würdige, den Bildbetrachter bzw. das Königspaar ausdrucksvoll anblickende Person, wiewohl er ihr als „hässlicher Zwergin“ im Bildraum auch die Funktion zuwies, die strahlende Schönheit der Infantin kontrastiv zu betonen.
Ihrem Neffen Georg Mayrhoffer, einem Steyrer Bürger und Zollbeamten in Wien, hinterließ sie 1662 eine Erbschaft von 120 Talern. Die Geldsumme wurde über den Jesuiten Johann Eberhard Neidhardt und den kaiserlichen Botschafter Johann Maximilian von Lamberg an den Erben übermittelt.